# Ophioglossum crotalophoroides
Ophioglossum crotalophoroides är en låsbräkenväxtart. Ophioglossum crotalophoroides ingår i släktet ormtungor, och familjen låsbräkenväxter.

## Underarter
Arten delas in i följande underarter:
- O. c. crotalophoroides
- O. c. robustum
- O. c. nanum